# Вильгельм, граф де Мортен

Графство Мортен в составе Нормандии
Территория графства Мортен
Остальная часть герцогства Нормандия

Вильгельм, граф де Мортен (англ. William, Count of Mortain; 1074—1120) — англонормандский аристократ, 2-й граф Корнуолл (1095—1104) и один из лидеров баронской оппозиции против короля Генриха I.

## Биография
Вильгельм был сыном Роберта, графа де Мортена, единоутробного брата и одного из ближайших соратников короля Вильгельма Завоевателя, и его первой жены Матильды, дочери Роджера Монтгомери, графа Шрусбери. После смерти отца в 1095 году (по некоторым источникам, в 1090 году) Вильгельм унаследовал графство Мортен в юго-западной Нормандии, на границе с Мэном, а также обширные земельные владения в более десяти графствах Англии и титул графа Корнуолла, став таким образом одним из наиболее богатых и влиятельных аристократов как Английского королевства, так и герцогства Нормандия.
По сообщениям Вильяма Мальмсберийского, в 1097 году, после смерти своего дяди Одо, епископа Байё и графа Кента, Вильгельм выдвинул претензии на его наследство, однако получил отказ короля. Это стало одной из главных причин отхода Вильгельма от поддержки английских королей и его сближения с оппозиционными баронам и нормандским герцогом Робертом III Куртгёзом, также претендующим на престол Англии. Уже в 1101 году, вскоре после коронации Генриха I, вспыхнуло восстание англонормандских баронов, поддержанное герцогом Робертом. Одним из лидеров восставших был Вильгельм де Мортен. Мятеж, однако, вскоре был подавлен, хотя его участникам была предоставлена амнистия. Тем не менее уже в 1104 году, как свидетельствует Флоренс Вустерский, Генрих I конфисковал владения Вильгельма де Мортена и изгнал его из Англии.
Прибыв в Нормандию, Вильгельм стал одним из главных союзников герцога Роберта Куртгёза в его борьбе с английским королём и его сторонниками в герцогстве. Графство де Мортен стало центром сопротивления Генриху I в западной Нормандии. В 1106 году король осадил замок Таншбре, контролируемый отрядами Вильгельма. На помощь осаждённым пришла основная армия герцога Роберта. В битве при Таншбре Вильгельм де Мортен командовал авангардом нормандских войск. Однако нормандцы потерпели поражение, а Вильгельм вместе с Робертом Куртгёзом попали в плен. Это привело к завоеванию Нормандии Генрихом I и конфискации всех владений и титулов Вильгельма де Мортена. Сам он был ослеплён и помещён под арест в Англии, где оставался до конца жизни. По другим сведениям, в 1140 году престарелый граф де Мортен был пострижен в монахи клюнийского монастыря Бермондсей.
Вильгельм де Мортен был женат на некой Адилильде, сведений о наличии у них потомства не сохранилось.